# Джалга
Джалга́  (в верховье Большая Джалга́) (от калм. Ик Җалһ — большая ложбина/балка) — река в России, протекает в Республике Калмыкия и Ставропольском крае. Устье реки находится на 247 км озера Маныч-Гудило. Длина реки составляет 88 км. В Калмыкии на берегах реки расположены сёла Матросово, Красномихайловское, Солёное.
Минерализация воды в реке (по результатам проб 2004 года) достигает 5-7 г/л (средняя). Класс воды сульфатный, группа натрий, тип второй.

## Притоки
- река Малая Джалга (пр)[4]
- балка Гучунгу (лв)[5]

## Данные водного реестра
По данным государственного водного реестра России относится к Донскому бассейновому округу, водохозяйственный участок реки — Маныч от истока до Пролетарского гидроузла, без рек Калаус и Егорлык, речной подбассейн реки — бассейн притоков Дона ниже впадения Северского Донца. Речной бассейн реки — Дон (российская часть бассейна).
Код объекта в государственном водном реестре — 05010500712107000016491.

## Источник
- Атлас Республики Калмыкия, ФГУП «Северо-Кавказское аэрогеодезическое предприятие», Пятигорск, 2010 г., стр. 110, 132.